# Панайоту, Костас
Костас Панайоту (греч. Κώστας Παναγιώτου; 1937, Ларнака — 17 июня 2014, Никосия) — кипрский футболист, выступавший за сборную Кипра.

## Биография
Родился в 1937 году в Ларнаке в бедной семье. С раннего детства проявлял интерес к футболу. В 1950 году в поисках лучшей жизни его семья переехала в Лондон, где Костас продолжил играть в футбол на любительском уровне. В 1959 году он был на просмотре в клубе «Лейтон Ориент», но контракт с клубом не подписал, поскольку был призван в британскую армию. В том же году он вернулся на Кипр, где стал игроком клуба «Омония», в котором выступал до 1970 года. В составе клуба дважды становился чемпионом Кипра.
Дебютировал за сборную Кипра 13 ноября 1960 года в её первом официальном матче в рамках отборочного турнира чемпионата мира 1962 против сборной Израиля, который завершился со счётом 1:1. На сайте eu-football.info Панайоту указан капитаном национальной сборной, однако в действительности капитаном команды в том матче был Памбос Хараламбус. Также он принял участие в ответной встрече двух команд, в которой сборная Кипра потерпела поражение со счётом 1:6, а всего провёл за сборную Кипра 19 матчей и во многих из них выходил на поле с капитанской повязкой. Последний матч за национальную команду сыграл 19 апреля 1969 года против Австрии.